# Управління розвідки та протидії підпільним фінансовим схемам
Управління розвідки та протидії підпільним фінансовим схемам (фр. Traitement du Renseignement et Action contre les Circuits FINanciers clandestins, TRACFIN) — агентство міністерства економіки та фінансів Франції, що відповідає за боротьбу з відмиванням грошей. 
Створено 1990 року після саміту G7, відповідно до закону № 90-614 від 12 липня 1990 року, спочатку як підрозділ Головного митного управління Франції, у 2006 році виділено у самостійне агентство. Його офіс, як і раніше, розміщується в будівлі митного управління.
Директор TRACFIN  — Жан-Батист Карпентье. 
Основні завдання TRACFIN:
- збір інформації про підпільні фінансові схеми та операції, які можуть бути використані для фінансування тероризму та відмивання грошей (стаття L.521-23 і R.561-33, CMF);
- аналіз фінансової інформації, отриманої відповідно до статей L.561-26, L561-27 і L. CMF 561-31;
- передачі інформації про незаконні фінансові операції (стаття 561-29 CMF) судовим органам, поліції, митній службі та податковій службі.

Поряд з операціями усередині країни, TRACFIN бере участь у роботі Групи «Егмонт»  — неформального форуму, заснованого в Брюсселі, головною метою якого є зміцнення міжнародного співробітництва у сфері боротьби з відмиванням грошей. В рамках цього форуму, зокрема, розроблені типові угоди про двостороннє співробітництво між фінансовими розвідками різних країн, регулярний обмін інформацією через Інтернет та регулярне проведення регіональних навчальних семінарів. 
2008 року TRACFIN відправило 957 запитів в інші країни (переважно в країни Євросоюзу) і, в свою чергу, отримало 951 запитів від іноземних колег, 93 % з яких припадає на запити європейських країн.
У червні 2012 року TRACFIN створило онлайновий сервіс ERMES, за допомогою якого зареєстровані користувачі можуть довести необхідну інформацію до відома TRACFIN.